# Neodiscorbinella
Neodiscorbinella es un género de foraminífero bentónico de la familia Pegidiidae, de la superfamilia Discorboidea, del suborden Rotaliina y del orden Rotaliida. Su especie tipo es Neodiscorbinella circinata. Su rango cronoestratigráfico abarca el Holoceno.

## Discusión
Clasificaciones previas incluían Neodiscorbinella en la familia Discorbidae.

## Clasificación
Neodiscorbinella incluye a las siguientes especies:
- Neodiscorbinella circinata
- Neodiscorbinella cushmaniformata
- Neodiscorbinella cushmaniformes
- Neodiscorbinella ocellata